# Buon sangue non mente
Buon sangue non mente è un film muto italiano del 1916 diretto da Gero Zambuto.